# Коренно население на Големия басейн
Коренното население на Големия басейн или Индианците на Големия басейн е етнографска и културна класификация на индианското население, което преди 1850 г. населява района на Големия басейн в Съединените щати.

## Територия на региона
Терминът културна област Голям басейн е малко произволна конвенция. Нейните граници значително надвишават тези на географския регион. Преди 1600 г. около 40 – 50 000 индианци живеят в района, простиращ се от източните склонове на Сиера Невада до източните склонове на Скалистите планини и обхващащ територии от днешните Източна Калифорния, югоизточния ъгъл на Орегон, северозападния ъгъл на Аризона, Южно Айдахо, западните части на Уайоминг и Колорадо, Югозападна Монтана, крайните северни части на Ню Мексико и целите щати Невада и Юта. С изключение на уашо, чиито език е изолат, всички останали групи, живеещи тук, говорят езици нумик, клон на юто – ацтекското езиково семейство.

## Култура
Индианците в Големия басейн рядко остават по-продължително време на едно и също място, тъй като зависят от сезонното събиране на храна. Заради сухия климат не се занимават със земеделие. Ловуват антилопи, планински овце, елени и всякакъв друг дребен дивеч, ала главно зависят от събирането на различни ядки, семена, диви плодове и растения. Рядко използват керамика, заради тежестта ѝ при местенето, но изработват сложни кошници с различно предназначение.
Сезоните и местоположението определят вида на домовете им. Често прегради от клони и треви са използвани масово в топлото време. Зимните колиби по принцип са конусовидни, построени от клони и кактуси покрити с треви, тръстика или кори. Някои по-северни групи ги покриват и с кожи. Входът обикновено е от изток. Пещерите също са използвани като убежища. Хората по принцип носят малко дрехи, освен в студеното време.
Основна социална единица на обществото е разширеното семейство, което обикновено живее в един лагер и образува местната група. Тази група е автономна и самоуправляваща се, ръководена от най-възрастния мъж. За всички решения се изисквало консенсус. Често дадена група се смесва със съседни групи и хора от едната отиват да живеят с другата. Браковете между различните нумик говорещи групи са често явление, поради което е трудно да се дефинира отделната племенна идентичност. В районите с по-голяма производителност постепенно се появяват полупостоянни села, обитавани от няколко свързани семейства.
Някои общества стават още по-централизирани с въвеждането на коня. С неговото идване групите започват активно да разширяват териториите си на север и на изток. Конят донася дълбоки промени в живота на много от групите, особено на живеещите в източните части на региона. За кратко време те се превръщат в отлични ездачи и започват ежегодно да навлизат в равнините да ловуват бизони и да воюват с тамошните племена. Някои дори се местят за постоянно в равнините, но не остават дълго там. Принудени от постоянните набези на прерийните народи те се завръщат обратно в планините, но не се отказват от лова на бизони в откритите равнини. След като попълнят запасите си от месо и кожи се завръщат обратно по родните си места.
Честите контакти с прерийните народи водят до значителни културни промени – започват да си шият дрехите в прериен стил и да използват типито. Прерийният начин на живот обаче изисква по-централизирано управление. Много отделни групи започват да се събират заедно по време на сезонния лов на бизони, както и при провеждането на религиозните церемонии. Въпреки че всяка група си има свой вожд, има и вождове на по-високо ниво, които ръководят, когато групите са заедно. Ловът на бизони и набезите за коне от съседните племена стават основни икономически дейности. Много вождове и войни стават влиятелни благодарение на бойните си умения. По-голямата консолидация на населението, типично за прерийните народи, води до по-голяма производителност и постепенно до племенно самосъзнание. От равнините са въведени и нови религиозни практики като „Танца на Слънцето“ и „Танца на скалповете“. Някъде се появяват и войнски общества.
Докато на изток групите все повече заприличват на своите прерийни съседи, на запад почти нищо не се променя. Групите продължават да водят стария си начин на живот ръководен от сезоните. Продължават със събирането на оскъдните храни, местейки се от място на място. Ловуват, ловят риба и живеят мирно един с друг. Културно и социално те приличат повече на калифорнийските индианци и за разлика от източните си съседи избягват всячески конфликтите. Няма изявени лидери, всяка група се ръководи от уважаван възрастен мъж, почитан заради опита, мъдростта и духовната му сила. Групите практикуват както индивидуални, така и групови религиозни церемонии. На индивидуално ниво някои хора се сдобиват с приятелски духове чрез сънища и видения. Признават много и различни същества и духове, най-важно от които е Слънцето. Шаманите са както мъже, така и жени и въпреки че не притежават никаква политическа власт често упражняват значително влияние в обществото. Растенията и животните играят важна роля в митологията и космологията им. Няма почти никаква племенна организация. Отделните малки групички често са разделени от големи разстояния. Заради оскъдните хранителни ресурси хората обикновено са съсредоточени в определени по-плодородни райони. Понякога в една област живеят няколко отделни групи, които образуват местната локална група. Тези по-големи групи обикновено носят името на характерен хранителен източник или географска особеност, но нямат общо племенно наименование.

## История
В средата на 17 век юта въвеждат коня в Големия басейн, но много от групите не се възползват от него, тъй като той се конкурира с тях за малкото храна. Когато ги срещат първите испански изследователи те вече са повлияни от евро-американската култура. Испанците изследват региона, но не установяват колонии. Заради изолираността и сравнително тежките природни условия, Големия басейн е последният район в САЩ, който е заселен. Въпреки това промяната, която идва с американците е бърза и унищожителна, най-вече заради крехката екология в района.
Първите заселници, които идват са мормоните през 1848 г., последвани от фермерите и скотовъдците. Развитието на животновъдството унищожава природната среда на много от групите. Заселниците присвояват оскъдните водоизточници и превръщат земите в стопанства. Лишени основно от храна и вода и отслабени от новите болести и безпричинното насилие, индианското население започва бързо да се топи. Оцелелите постепенно започват да възприемат новата ситуация. Някои бягат в отдалечени райони и продължават стария си начин на живот. Други се установяват около селищата и фермите, където молят за храна или работят като селскостопански и ниско платени работници.
През 1850 г. правителството създава първият резерват в областта. Постепенно са създадени още и индианците са натикани в тях. Живота в резервата е тежък. Липсата на препитание, мизерията и глада водят до отчаяние местното население. Условията се подобряват след 1940-те, когато федералното правителство започва да оказва помощ на племената. След 1960 г. правителството увеличава подкрепата си. От 1970 г. племената започват да получават компенсации за отнетите им земи, но въпреки това днес бедността, безработицата, злоупотребата с алкохол и наркотици остават твърде високи, а лечебните заведения и услугите недостатъчни. Това обаче донякъде може да се компенсира с това, че заради по-късното заселване на Големия басейн индианците са успели донякъде да съхранят културата си почти непроменена до наши дни.

## Основни племена – класификация
Днес учените идентифицират и класифицират различните групи, които населяват Големия басейн от повече от 12 000 години като пустинните хора или пустинната култура. Племенната класификация е почти невъзможна, заради смесването на различните групи. Различните групи са причислявани от учените към дадено племе въз основа на езиков и географски принцип. Така многобройните групи и групички от местното население са обединени в няколко племена:
- Банок
- Гошуте – на югозапад от Голямото солено езеро. Днес около 680 техни потомци живеят в резерватите Гошуте и Скъл Вали, както и в съседните общини.
- Каваису – в Техачапи Маунтънс в Южна Калифорния. Днес живеят главно в резервата Тюл Ривър.
- Паюти – разделени са по езиков и географски принцип на северни паюти, които обитават Източна Калифорния, Западна Невада и югоизточния ъгъл на Орегон, и южни паюти, които живеят в басейна на река Колорадо в Западна Юта, Северозападна Аризона, Югоизточна Невада и Югоизточна Калифорния.

Днес има 17 федерално признати племена на северни паюти с общо население от 7000 души. Около 800 души южни паюти живеят в 9 резервата и колонии, които също са федерално признати племенни образувания.
- Чемехуеви – първоначално част от южните паюти, живеещи в източната част на пустинята Мохаве, по неизвестни причини се преместват на река Колорадо, в долината Чемехуеви, където се обособяват като самостоятелно племе. Днес потомците им живеят в резерватите Чемехуеви и Колорадо Ривър и сред кахила и мохаве и наброяват 600 души.
- Уашо – единственото племе в Големия басейн, чийто език не е нумик. Живеят по границата на Калифорния и Невада, главно в областта на езерото Тахо.
- Шошони
- Юта – в цяло Западно Колорадо и Източна Юта. Днес живеят в три резервата – един в Юта и два в Колорадо и наброяват общо около 10 000 души.